# John Floyd

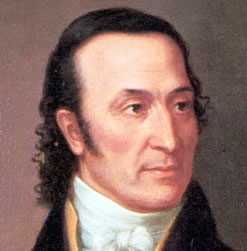
John Floyd

John Floyd (* 24. April 1783 in der Nähe des heutigen  Louisville, Jefferson County, Kentucky; † 16. August 1837 bei  Sweet Springs, Virginia) war ein US-amerikanischer Politiker und von 1830 bis 1834 Gouverneur des Bundesstaates Virginia. Außerdem vertrat er seinen Staat zwischen 1817 und 1829 im US-Repräsentantenhaus.

## Frühe Jahre
John Floyds Vater starb zwölf Tage vor seiner Geburt bei einem Indianerüberfall. John besuchte die Schulen seiner Heimat und dann das Dickinson College in Carlisle (Pennsylvania). Danach studierte er bis 1806 an der University of Pennsylvania Medizin. Anschließend zog er nach Virginia, wo er sich zunächst in Lexington und dann in Christiansburg im Montgomery County niederließ. In dieser Stadt war Floyd als Arzt und ab 1807 auch als Friedensrichter tätig. Nach der Volkszählung von 1810 besaß er vier Sklaven. Floyd wurde auch Mitglied in der Miliz von Virginia. Während des Britisch-Amerikanischen Kriegs von 1812 stieg er als Militärarzt bis zum Brigadegeneral auf.

## Politischer Aufstieg
John Floyd wurde Mitglied der Demokratisch-Republikanischen Partei. Von 1814 bis 1815 war er Abgeordneter im Repräsentantenhaus von Virginia. Zwischen dem 4. März 1817 und dem 3. März 1829 vertrat er seinen Staat als Abgeordneter im US-Kongress. Nach der Auflösung seiner Partei Mitte der 1820er Jahre trat er der von Andrew Jackson gegründeten Demokratischen Partei bei. Im Kongress setzte er sich erfolglos für die Gründung des Oregon-Territoriums ein. Dieses Territorium entstand dann erst im Jahr 1848. Im Jahr 1828 unterstützte er Andrew Jacksons erfolgreichen Präsidentschaftswahlkampf. Als Gegenleistung erhoffte er sich einen Posten im Kabinett. Daher kandidierte er auch nicht mehr für eine weitere Amtszeit im Kongress. Jackson verweigerte ihm aber eine solche Stelle. Auch einige seiner Freunde wurden von Jackson bei der Ämtervergabe nicht berücksichtigt. Aus diesem Grund, aber auch wegen politischer Meinungsverschiedenheiten, entzweite er sich mit dem Präsidenten und dessen Partei.

## Gouverneur von Virginia
Im Jahr 1830 wurde Floyd von der Legislative von Virginia zum neuen Gouverneur dieses Staates gewählt. Er war der erste Gouverneur, der unter den Bedingungen der neuen Verfassung von 1830 amtierte. Nach einer Wiederwahl konnte John Floyd sein neues Amt zwischen dem 4. März 1830 und dem 31. März 1834 bekleiden. In dieser Zeit verwarf das Abgeordnetenhaus von Virginia einen  Gesetzentwurf zur Abschaffung der Sklaverei. Damals wurde in Petersburg die erste Eisenbahnlinie in diesem Staat eröffnet. Bei den Präsidentschaftswahlen des Jahres 1832 wurde sein Bruch mit Jackson endgültig vollzogen: Er unterstützte Henry Clay gegen den Amtsinhaber Jackson. Bei den Wahlen erhielt er selbst als Kandidat der Nullifier Party die elf Stimmen des Staates South Carolina. Die Wiederwahl Jacksons in das Amt des Präsidenten konnte Floyd aber nicht verhindern. Aufgrund einer Bestimmung der neuen Staatsverfassung durfte Floyd bei der nächsten Gouverneurswahl nicht mehr kandidieren.

## Weiterer Lebenslauf
Nach dem Ablauf seiner Amtszeit zog sich John Floyd auf sein Anwesen in der Nähe von Sweet Springs im heutigen West Virginia zurück. Dem Beispiel seiner Tochter folgend konvertierte er zum katholischen Glauben. Er starb im August 1837 an einem Schlaganfall. Er war mit Letitia Preston verheiratet, mit der er neun Kinder hatte. Seine Frau war die Schwester von James Patton Preston, der zwischen 1816 und 1819 Gouverneur von Virginia gewesen war. Eines der neun Kinder war John Buchanan Floyd, der 1849 bis 1852 ebenfalls Gouverneur von Virginia sowie US-Kriegsminister und später General der Konföderierten Staaten werden sollte.
Nach ihm sind Floyd County in Georgia, Floyd County in Virginia, Floyd County in Kentucky und Floyd County Indiana benannt.